# Pavillon des Gardes
Le pavillon des Gardes, est une maison, protégée des monuments historiques, située à Maisons-Laffitte, dans le département français des Yvelines.

## Localisation
Le pavillon est situé au 2 avenue Bourdaloue, à Maisons-Laffitte.

## Historique
Le pavillon est classé au titre des monuments historiques en 1974.